# Martine van Os
Martine van Os van den Abeelen (Den Haag, 3 april 1957) is een Nederlands presentatrice en actrice. Ze is de dochter van de journalist en presentator Joop van Os en Phili Viehoff.

## Loopbaan
Van Os presenteerde bij BVN het programma Van Huis Uit en begin 2006 het programma Appeltje voor de Dorst van Omroep MAX. Dit is een programma over allerlei geldzaken waarin zij vergeten pensioenen uitreikte. Eerder was zij bij de KRO te zien in het programma Lieve Martine en het programma Graag Gedaan over vrijwilligerswerk. Van Os spreekt ook tekenfilms in en werkt mee aan uiteenlopende videofilms, bijvoorbeeld voor het Voedingscentrum.
Ze was van 1987 tot 1990 te zien op tv als juffrouw Dücker in de serie Familie Oudenrijn (later Dücker en Oudenrijn). Van Os had ook haar eigen televisieprogramma: Lieve Martine. Ook presenteerde ze de kinderserie Kijk, de bijbel. Van november 2006 tot en met maart 2007 nam ze tijdelijk het programma Max en Catherine over van Catherine Keyl onder de naam Max en Martine. Vanaf september 2008 presenteert zij met Sybrand Niessen voor MAX het televisieprogramma Tijd voor Max. In 2009 presenteert zij de quiz Stop de tijd. Sinds jaar en dag speelt Van Os in de sinterklaasfilms van regisseur Martijn van Nellestijn.
We zijn er bijna!, een reisprogramma waarin senioren er met de caravan op uit trekken, wordt ook door haar gepresenteerd.
In 2022 was Van Os te zien als drag in het televisieprogramma Make Up Your Mind.
In 2024 werd zij geportretteerd in Sterren op het Doek.
Van Os is getrouwd met kunstenaar en oud-televisieprogrammamaker Wouter Stips. Ze hebben samen twee kinderen.

## Presentaties
- Groen en Grondig (TROS)
- Binnenlandse zaken
- KRO's Country Club (KRO)
- Lieve Martine (KRO)
- Van huis uit (BVN-TV)
- Graag gedaan (KRO)
- Appeltje voor de dorst (Omroep MAX)
- Wekker wakker (Omroep MAX) op Radio 5.
- Max en Martine (Omroep MAX)
- Tijd voor MAX (Omroep MAX)
- Stop de tijd (Omroep MAX)
- We zijn er Bijna! (Omroep MAX)
- Nooit meer alleen (Omroep MAX)

## (Gast)rollen
- Zeg 'ns Aaa, 1986, seizoen 6, afl. 78, Zuster Schaafsma
- Medisch Centrum West, 1988, seizoen 1, afl. 12, Hannie
- Ik ben je moeder niet, Margreet Halleveen
- Honneponnetje
- Familie Oudenrijn
- Sinterklaas en het Geheim van de Robijn, 2004, moeder van Probleem Piet
- Sinterklaas en het Uur van de Waarheid, 2006
- Sinterklaas en het Geheim van het Grote Boek, 2008
- Sinterklaas en de Verdwenen Pakjesboot, 2009
- Sinterklaas en het Pakjes Mysterie, 2010
- Sinterklaas en het Raadsel van 5 December, 2011
- Make Up Your Mind, 2022
- Sinterklaasjournaal, 2023
- Scrooge Live, 2023, Geest van het Verleden